# 박언주
박언주(1988년 음력 2월 2일 ~ ) 대한민국의 전 농구 선수이다. 선수 시절 포지션은 포워드이다.

## 내력
삼천포여자종합고등학교를 졸업하였다. 제18회 FIBA 아시아 청소년 여자 농구 대표팀에 선발되었으며 2006년 10월 신인 드래프트에서 전체 2순위로 구리 KDB생명 위너스에 지명되었으나 지명권 양도로 인천 신한은행 에스버드에 입단하였다. 2009년 5월에 박연주 선수와 맞트레이드되어 용인 삼성생명 블루밍스로 이적했다. 2011년에는 1라운드 지명권과 맞바꾸는 조건으로 아산 우리은행 위비에 트레이드되어 동생 박혜진과 함께 우리은행에서 활동했다. 그러나 그 해 말 김광은 감독이 동생 박혜진을 폭행한 사건이 있었는데, 박언주가 보는 앞에서 폭행을 당해 큰 파장을 남겼고 박언주가 폭로하여 알려졌다. 이 사건으로 김광은 감독이 사임하고, 시즌 후 박언주는 FA를 선언하였으나 협상이 결렬되어 WKBL에서 뛸 수 없게 되었으나, 실업 리그 사천시청 팀에서 활동한 후 2년 만인 2014년 4월 16일에 FA 재계약을 맺고 우리은행에 복귀하였다.
2016년 홍보람과 1:1 트레이드로 부천 KEB하나은행 여자 농구단으로 이적하였다.
2018년 4월 13일에 3번째 FA 신분을 얻었으나, 2017-18 시즌 종료 후 은퇴를 선언하였다. 이후 이환우 감독의 제안으로 부천 KEB하나은행에서 WKBL 첫 선수 출신 전력분석원으로 활동중이다.

## 경력
- 대신초등학교
- 동주여자중학교
- 삼천포여자고등학교
- 제18회 FIBA 아시아청소년 선수권 출전(2006. 대회 3위)

## 주요 수상 경력
- 2006 퓨처스리그 자유투상
- 2008-2009시즌 3라운드 MIP(기량발전선수상)
- 2009-2010시즌 6라운드 MIP(기량발전선수상)
- 2010 퓨처스리그 3득점(성공수)상

## 같이 보기
- 박혜진